# Don't Let the Sun Go Down on Me
Singles par Elton John
Bennie and the Jets
(1974) The Bitch Is Back
(1974)
Singles par George Michael
Soul Free
(1991) Too Funky
(1992)
Don't Let the Sun Go Down on Me est une chanson d'Elton John parue en 1974, sur l'album Caribou. Elle est également éditée en single et se classe no 2 des ventes aux États-Unis.
En 1985, Elton John reprend sa chanson en duo avec George Michael à l'occasion du Live Aid. Six ans plus tard, George Michael chante Don't Let the Sun Go Down on Me durant sa tournée Cover to Cover. Le 23 mars 1991 à la Wembley Arena de Londres, Elton John rejoint George Michael sur scène pour interpréter ensemble la chanson. Cette version live sort en single au mois de novembre et rencontre un grand succès auprès du public. Elle se classe no 1 des ventes au Royaume-Uni et aux États-Unis.

## Classements

### Classements hebdomadaires
| Classement (1974)               | Meilleure position |
| ------------------------------- | ------------------ |
| Australie (Kent Music Report)   | 13                 |
| Canada (RPM Top Singles)        | 1                  |
| Canada (RPM Adult Contemporary) | 2                  |
| Pays-Bas (Single Top 100)       | 30                 |
| Irlande (IRMA)                  | 17                 |
| Royaume-Uni (UK Singles Chart)  | 16                 |
| États-Unis (Hot 100)            | 2                  |
| États-Unis (Adult Contemporary) | 3                  |

### Classements annuels
| Classement (1974)              | Position |
| ------------------------------ | -------- |
| Canada (RPM)                   | 22       |
| États-Unis (Billboard Hot 100) | 78       |